# Generalisierendes Personalpronomen
Ein generalisierendes Personalpronomen (kurz: Generalpronomen), auch: unpersönliches Pronomen, unterscheidet sich von anderen Personalpronomina dadurch, dass es sich nicht auf eine spezifische Person bezieht, sondern auf eine nur vage bestimmbare, im Kontext vorausgesetzte Gruppe oder auch Einzelperson. Ein Beispiel ist das deutsche Pronomen man. (Die traditionelle Einstufung dieses Pronomens als Indefinitpronomen wird in der Sprachwissenschaft als fehlerhaft angesehen).
Neben den Generalpronomina im engeren Sinn, bei denen diese Funktion als Wortbedeutung vorgegeben ist, gibt es auch generalisierende (unpersönliche) Verwendungen von Personalpronomina wie du und ich.

## Einordnung im System der Pronomina

### Vergleich mit Personalpronomina
Ein Generalpronomen bezeichnet Individuen oder Gruppen, deren Identität sich nur vage aus dem Kontext ergibt und die nicht eindeutig in die Kategorie der grammatischen Person eingeordnet sind. In der deutschen Sprache ist das Pronomen man ein generalisierendes Personalpronomen für eine Aussage, deren Subjekt in einer solchen Weise unspezifisch ist:
- Man gönnt sich ja sonst nichts.

Obwohl das Verb in solchen Sätzen die Form der 3. Person Singular zeigt, betreffen Aussagen mit man nicht eindeutig nur eine 3. Person, sondern sie lassen sich mit Bezug auf eine 1., 2. oder 3. Person fortführen:
```
Man gönnt sich ja sonst nichts, also leiste 
ich
 es 
mir
.
 (1. Person Singular)

Man gönnt sich ja sonst nichts, also warum leistet 
ihr
 es 
euch
 nicht?
 (2. Person Plural)

Man gönnt sich ja sonst nichts, also leisten 
Sie
 es 
sich
 doch!
 (2. Person, höflich)

Man gönnt sich ja sonst auch was, also hat 
er/sie
 es 
sich
 geleistet.
 (3. Person Singular)
```

### Abgrenzung von Indefinitpronomina
Ein Generalpronomen wie deutsch man kann sich auf ein und dieselbe Person bzw. Gruppe innerhalb eines Textes wiederholt beziehen, während es für Indefinitpronomina ein definierendes Merkmal ist, dass sie genau dies nicht leisten:
- Bevor manA eine Ware kauft, darf manB sie anschauen. (B ist jedenfalls identisch mit A, obwohl der Bezug ansonsten unbestimmt ist)
- Bevor jemandA eine Ware kauft, darf jemandB sie anschauen. (B nicht identisch mit A)

Dieses Verhalten ist der Grund für die Einordnung unter die Personalpronomina, obwohl keines der klassischen Personalmerkmale vorliegt (weswegen die Generalpronomina im Artikel Personalpronomen auch nicht mitbehandelt sind).

### Übergänge zwischen Substantiven und Generalpronomina
In manchen Sprachen treten auch Substantive mit allgemeiner Bedeutung auf, deren Verwendung in den Status eines Generalpronomens übergeht, etwa im Serbokroatischen čovjek „Mann / Mensch / man“.
Auch das deutsche Pronomen man ist historisch aus dem Wort „Mann“ entstanden, ebenso wie die französischen und katalanischen Generalpronomen (siehe unten).

## Generalisierende Pronomina in verschiedenen Sprachen

### Deutsche Generalpronomen

#### Deutschmanundeinen
Das allgemein etablierte Generalpronomen der deutschen Sprache ist man; es verbindet sich als Subjekt mit Verbformen der 3. Person Singular.
Als Dativ- und Akkusativform von man fungieren die entsprechenden maskulinen Formen des Pronomens einer:
- Das raubt einem den letzten Nerv.
- Kinder können einen sehr zum Lachen bringen.

Dieses Pronomen einem / einen ist, trotz seiner Formgleichheit mit dem indefiniten Artikel, von einem Indefinitum zu unterscheiden, eben dadurch, dass es zur Aufrechterhaltung desselben Bezugs dient. Vergleiche:
- Wenn manA eine Frau beleidigt, dann ohrfeigt sie einenA.
- Wenn manA eine Frau beleidigt, dann ohrfeigt sie jemandenB. ( = jemand anderen)

Trotz der Gleichheit in den grammatischen Merkmalen „3.Pers.Singular“ kann zum Aufgreifen von „man“ auch kein Personalpronomen benutzt werden:
- Wenn manA eine Frau beleidigt, dann ohrfeigt sie (??)ihnA.

Beide Generalpronomina können hingegen durch das maskuline Possessivum sein wiederaufgegriffen werden:
- ManA muss seinenA Kindern immer ein Vorbild sein.
- Vernünftiges Feedback kann einemA seineA Stärken und Schwächen zeigen.

Das Possessivum kann in dieser unpersönlichen Bedeutung jedoch nicht allein im Satz stehen.

#### Bedeutung von „man“ und „einen“
Für Einzelheiten zur Interpretation von man / einen siehe den Artikel Generisch (Linguistik) #Pronomina in generischen Aussagen.

#### Deutschfrauundmensch
Die feministische Sprachkritik hat als Alternative zum Pronomen man mit folgenden Begründungen die Pronomen frau und mensch kreiert:
1. man sei grammatisch betrachtet maskulin und würde darum unweigerlich eher mit männlichen als weiblichen Referenten assoziiert, sei also mitnichten geschlechtsneutral.
2. man sei aufgrund der Homophonie mit dem Substantiv Mann ungeeignet zur Referenz auf Personen jedweden Geschlechts.

### Englische Generalpronomina
Im Alt- und Mittelenglischen wurde ganz wie im Deutschen eine Form man verwendet (im Me. daneben die allomorphen Formen men und me), dies geriet aber im Laufe des 15. Jahrhunderts außer Gebrauch. An seiner Stelle steht im modernen Englisch das Pronomen one (oder generalisierende Verwendungen der Personalpronomen you, they, we, siehe unten).
- That’s a miracle, one may think. – „Das ist ein Wunder, möchte man meinen.“ (wörtlich übersetzt: „...möchte einer meinen.“)

### Französischonund Katalanischhom
Das Pronomen on (abgeleitet vom lat. homo, „Mensch“) verbindet sich wie deutsch man mit Verbformen der 3. Person Singular. Es ist jedoch nicht nur als Generalpronomen mit allgemeiner Referenz in Gebrauch, sondern konkurriert auch mit dem Personalpronomen nous um die Referenz auf die 1. Person Plural:
- Pour ne pas vivre seul on vit avec un chien, on vit avec des roses, ou avec une croix.

„Um nicht allein zu sein, legt man sich einen Hund zu, oder Rosen, oder ein Kreuz.“
- Qu’est-ce qu’on fait?

„Was machen wir?“
Gleiches gilt für katalanisch hom (ebenfalls von lat. homo):
- Antigament hom creia que el Sol girava al voltant de la Terra.

„Früher glaubte man, dass sich die Sonne um die Erde dreht.“

### Unpersönliche Verbform im Irischen
Im Irischen existiert eine Verbform, die sogenannte „autonome Form“, die als personale Konjugationsform des Verbs dieselbe Bedeutung transportiert wie ein selbständiges Generalpronomen sonst (ein separat zusetzbares Pronomen dafür existiert in dieser Sprache nicht).

## Generalisierende Verwendung anderer Personalpronomina
Eine Reihe weiterer Pronomina (bzw. entsprechender Personalformen von Verben) kommen mit generalisierenden Verwendungen, neben ihren angestammten, andersartigen Bedeutungen, vor. Dies kann ein Ersatz für das Fehlen eines eigenständigen Generalpronomens in diesen Sprachen sein (Italienisch, Russisch) oder zusätzlich zu einem Generalpronomen vorkommen.
Neben den Verwendungen von Personalpronomina, die hier behandelt werden, haben oft auch Konstruktionen mit Reflexivpronomina unpersönliche Verwendung (z. B. Italienisch: Non si può fare „Das darf man nicht“). Diese zählen jedoch nicht zu den Personalpronomina und die Konstruktionen sind anders gebaut als die folgenden Fälle.

### 3. Person Plural
Ein häufiges Phänomen sind unpersönliche Konstruktionen mit einer unbestimmten 3. Person Plural:
- Spanisch: Dicen que viajar ilustra — „Man sagt, Reisen bildet.“ (wörtlich: „Sie sagen...“)
- Englisch:  They say that love is a gentle thing, but it's only brought me pain.[7] (wörtlich übersetzt: „Sie sagen, die Liebe sei zärtlich, aber...“)

In einigen Fällen entstehen so auch Spezialbedeutungen, etwa im Sinne des deutschen Verbs „heißen“:
- Rumänisch: Mă cheamă Ramona. wörtl.: „Sie nennen mich Ramona. / Ich heiße Ramona.“
- Russisch: Menjá zovút Olég. (wörtlich: mich rufen-3pl Oleg) „Ich heiße Oleg“

### 2. Person Singular
In verschiedenen Sprachen sind Verwendungen von Personalpronomen wie du möglich, die generalisierenden Bezug haben. Beispiele finden sich im Englischen und Deutschen:
- You shouldn't drink and drive. (Spezifisch oder generalisierend deutbar)
- As a forward you have to be selfish if you want to score goals.
- Als Stürmer musst du egoistisch sein, wenn du Tore machen willst.

Im Vergleich zu Generalpronomen wie man / one tragen diese Formen eine Bedeutungsschattierung, die den Hörer zu besonderer Empathie mit dem unbestimmten Protagonisten einlädt.

### 1. Person Singular
Eine verallgemeinernde Verwendung der 1. Person ist eingeschränkter, sie lässt sich zwar für das Deutsche nachweisen, aber scheint z. B. im Englischen nicht möglich zu sein:
- Ich kann doch als Brautpaar nicht von meinen Gästen erwarten, dass sie mir quasi die Feier finanzieren.

Hier ist der generalisierende Bezug dadurch eindeutig, dass eine Einschränkung auf Brautpaare hinzugefügt wird, wobei der Sprecher offensichtlich nicht selbst ein Brautpaar ist.